# La caída de la Casa Usher (Debussy)
La caída de la Casa Usher (título original en francés, La chute de la maison Usher) es una ópera inacabada en un acto (dividida en dos escenas) con música de Claude Debussy según libreto propio, basado en el cuento de Edgar Allan Poe «La caída de la Casa Usher». El compositor trabajó en la partitura entre 1908 y 1917 pero nunca fue terminada.
En los años setenta, dos músicos intentaron producir una edición escénica de esta ópera incompleta. La versión de Carolyn Abbate, con orquestación de Robert Kyr, fue interpretada en la Universidad de Yale el 25 de febrero de 1977. En el mismo año la reconstrucción del compositor chileno Juan Allende-Blin fue retransmitida por la radio alemana. La versión de Blin fue representada en la Ópera Estatal de Berlín el 5 de octubre de 1979 con Jesús López Cobos dirigiendo, el barítono Jean-Philippe Lafont como Roderick Usher, la soprano Colette Lorand como Lady Madeline, el tenor Barry McDaniel como el doctor, y el bajo Walter Grönroos como amigo de Roderick. La reconstrucción de Blin fue posteriormente grabada por EMI — la música dura unos 22 minutos.
En las estadísticas de Operabase aparecen dos representaciones de esta ópera en el período 2005-2010.